# Zlatarsko jezero
Zlatarsko jezero ili jezero Kokin Brod je umjetno jezero u dolini Uvca. Nalazi se između planina Zlatara i Murtenca, 10 – 15 km od Nove Varoši. Jezero ima površinu od 7,25 km², a dugačko je od 15 km do 23 km. Nastalo je 60-ih godina izgradnjom hidroelektrane koja je pregradila rijeku Uvac kod Kokinog Broda. Brana elektrane je najveća zemljana brana izgrađena u Europi, a nivo jezera zbog nje varira i do 45m.
Zlatarsko jezero je treće po veličini u Srbiji poslije Đerdapskog i jezera Perućac na Drini.